# Euroleague Basketball 2006-2007
L'Eurolega di pallacanestro 2006-07 rese il via il 24 ottobre 2006 e si concluse il 6 maggio 2007 con la vittoria del Panathinaikos. Theodōros Papaloukas venne nominato MVP della regular season, e Dīmītrīs Diamantidīs, MVP delle Final Four.

## Squadre partecipanti
| Italia - Fortitudo Bologna - Basket Napoli - Pall. Treviso - Virtus Roma | Spagna - Barcellona - Joventut Badalona - Saski Baskonia - Málaga | Grecia - Aris Salonicco - Olympiakos - Panathīnaïkos | Francia - Le Mans - Pau-Lacq-Orthez | Russia - Dinamo Mosca - CSKA Mosca |
| Turchia - Efes Pilsen - Fenerbahçe                                       | Croazia - Cibona Zagabria                                         | Germania - Cologne 99ers                             | Israele - Maccabi Tel Aviv          | Lituania - Žalgiris Kaunas         |
| Polonia - Sopot                                                          | Serbia - Partizan                                                 | Slovenia - Olimpija Lubiana                          |                                     |                                    |

## Regular Season

### Gruppo A
|    | Squadra          | Pld | W  | L  | PF   | PA   | Diff |
| -- | ---------------- | --- | -- | -- | ---- | ---- | ---- |
| 1. | TAU Cerámica     | 14  | 12 | 2  | 1165 | 1025 | +140 |
| 2. | Dinamo Mosca     | 14  | 10 | 4  | 1100 | 1032 | +68  |
| 3. | Olympiakos       | 14  | 10 | 4  | 1165 | 1112 | +53  |
| 4. | Efes Pilsen      | 14  | 8  | 6  | 1081 | 1031 | +50  |
| 5. | Prokom Trefl     | 14  | 5  | 9  | 1021 | 1063 | −42  |
| 6. | Climamio Bologna | 14  | 5  | 9  | 1115 | 1176 | −61  |
| 7. | Le Mans          | 14  | 4  | 10 | 985  | 1041 | −56  |
| 8. | RheinEnergie     | 14  | 2  | 12 | 1032 | 1184 | −152 |

### Gruppo B
|    | Squadra           | Pld | W  | L | PF   | PA   | Diff |
| 1. | Panathinaikos     | 14  | 11 | 3 | 1128 | 1036 | +92  |
| 2. | Maccabi Tel Aviv  | 14  | 8  | 6 | 1230 | 1177 | +53  |
| 3. | DKV Joventut      | 14  | 7  | 7 | 1112 | 1049 | +63  |
| 4. | Unicaja Málaga    | 14  | 7  | 7 | 1001 | 1085 | −84  |
| 5. | Lottomatica Roma  | 14  | 6  | 8 | 1027 | 1044 | −17  |
| 6. | Partizan Belgrado | 14  | 6  | 8 | 1100 | 1093 | +7   |
| 7. | Cibona Zagabria   | 14  | 6  | 8 | 1113 | 1141 | −28  |
| 8. | Olimpija Lubiana  | 14  | 5  | 9 | 1038 | 1124 | −86  |

### Gruppo C
|    | Squadra                 | Pld | W  | L  | PF   | PA   | Diff |
| 1. | CSKA Mosca              | 14  | 13 | 1  | 1079 | 912  | +167 |
| 2. | Winterthur FC Barcelona | 14  | 9  | 5  | 1093 | 1032 | +61  |
| 3. | Benetton Treviso        | 14  | 8  | 6  | 1021 | 989  | +32  |
| 4. | Pau-Orthez              | 14  | 7  | 7  | 1059 | 1070 | −11  |
| 5. | Aris TT Bank            | 14  | 6  | 8  | 971  | 1013 | −42  |
| 6. | Eldo Napoli             | 14  | 6  | 8  | 1032 | 1093 | −61  |
| 7. | Fenerbahçe              | 14  | 5  | 9  | 1044 | 1088 | −44  |
| 8. | Žalgiris Kaunas         | 14  | 2  | 12 | 1062 | 1164 | −102 |

## Top 16

### Gruppo D
|    | Squadra          | Pld | W | L | PF  | PA  | Diff |
| -- | ---------------- | --- | - | - | --- | --- | ---- |
| 1. | TAU Cerámica     | 6   | 6 | 0 | 541 | 433 | +108 |
| 2. | Maccabi Tel Aviv | 6   | 4 | 2 | 463 | 478 | −15  |
| 3. | Lottomatica Roma | 6   | 1 | 5 | 416 | 468 | −52  |
| 4. | Pau-Orthez       | 6   | 1 | 5 | 470 | 511 | −41  |

### Gruppo E
|    | Squadra           | Pld | W | L | PF  | PA  | Diff |
| -- | ----------------- | --- | - | - | --- | --- | ---- |
| 1. | CSKA Mosca        | 6   | 6 | 0 | 475 | 376 | +99  |
| 2. | Olympiakos        | 6   | 3 | 3 | 451 | 450 | +1   |
| 3. | Partizan Belgrado | 6   | 2 | 4 | 432 | 474 | −42  |
| 4. | DKV Joventut      | 6   | 1 | 5 | 407 | 465 | −58  |

### Gruppo F
|    | Squadra                 | Pld | W | L | PF  | PA  | Diff |
| -- | ----------------------- | --- | - | - | --- | --- | ---- |
| 1. | Panathinaikos           | 6   | 5 | 1 | 501 | 428 | +73  |
| 2. | Winterthur FC Barcelona | 6   | 4 | 2 | 498 | 455 | +43  |
| 3. | Efes Pilsen             | 6   | 2 | 4 | 416 | 458 | −42  |
| 4. | Prokom Trefl            | 6   | 1 | 5 | 404 | 478 | −74  |

### Gruppo G
|    | Squadra          | Pld | W | L | PF  | PA  | Diff |
| -- | ---------------- | --- | - | - | --- | --- | ---- |
| 1. | Unicaja Malaga   | 6   | 4 | 2 | 448 | 442 | +6   |
| 2. | Dinamo Mosca     | 6   | 4 | 2 | 428 | 435 | −7   |
| 3. | Benetton Treviso | 6   | 3 | 3 | 439 | 428 | +11  |
| 4. | Aris TT Bank     | 6   | 1 | 5 | 451 | 461 | −10  |

## Quarti di finale
|        |                | Punteggio |                | Luogo                                       | Data          |
| ------ | -------------- | --------- | -------------- | ------------------------------------------- | ------------- |
| Gara 1 | Saski Baskonia | 84 - 59   | Olympiakos     | Fernando Buesa Arena, Vitoria               | 3 aprile 2007 |
| Gara 2 | Olympiakos     | 89 - 95   | Saski Baskonia | Stadio della pace e dell'amicizia, Il Pireo | 5 aprile 2007 |

|        |                  | Punteggio |                  | Luogo                 | Data           |
| ------ | ---------------- | --------- | ---------------- | --------------------- | -------------- |
| Gara 1 | CSKA Mosca       | 80 - 58   | Maccabi Tel Aviv | CSKA USH, Mosca       | 3 aprile 2007  |
| Gara 2 | Maccabi Tel Aviv | 68 - 56   | CSKA Mosca       | Nokia Arena, Tel Aviv | 5 aprile 2007  |
| Gara 3 | CSKA Mosca       | 92 - 71   | Maccabi Tel Aviv | CSKA USH, Mosca       | 12 aprile 2007 |

|        |               | Punteggio |               | Luogo                          | Data          |
| ------ | ------------- | --------- | ------------- | ------------------------------ | ------------- |
| Gara 1 | Panathīnaïkos | 80 - 58   | Dinamo Mosca  | O.A.K.A., Amarousio            | 3 aprile 2007 |
| Gara 2 | Dinamo Mosca  | 65 - 73   | Panathinaikos | Krylatskoe Sport Palace, Mosca | 5 aprile 2007 |

|        |            | Punteggio |            | Luogo                       | Data           |
| ------ | ---------- | --------- | ---------- | --------------------------- | -------------- |
| Gara 1 | Málaga     | 91 - 75   | Barcellona | Martín Carpena, Malaga      | 3 aprile 2007  |
| Gara 2 | Barcellona | 80 - 58   | Málaga     | Palau Blaugrana, Barcellona | 5 aprile 2007  |
| Gara 3 | Málaga     | 67 - 64   | Barcellona | Martín Carpena, Malaga      | 12 aprile 2007 |

## Final Four

### Semifinali
|  | Panathīnaïkos | 67 – 53 | Saski Baskonia | O.A.K.A., Amarousio | 4 maggio 2007 |

|  | Málaga | 50 – 62 | CSKA Mosca | O.A.K.A., Amarousio | 4 maggio 2007 |

### Finale 3º/4º posto
|  | Málaga | 76 – 74 | TAU Cerámica | O.A.K.A., Amarousio | 6 maggio 2007 |

### Finale 1º/2º posto
|  | Panathīnaïkos | 93 – 91 | CSKA Mosca | O.A.K.A., Amarousio | 6 maggio 2007 |

| Eurolega 2006-2007      |
| ----------------------- |
| Panathinaikos 4º titolo |

## Formazione vincitrice
| N° | Naz.                   | Ruolo | Sportivo              |  | Alt. |  |
| -- | ---------------------- | ----- | --------------------- |  | ---- |  |
| 4  | Grecia (bandiera)      | AP    | Fragkiskos Alvertīs   |  | 206  |  |
| 5  | Stati Uniti (bandiera) | P     | Tony Delk             |  | 185  |  |
| 6  | Grecia (bandiera)      | AP    | Dīmītrīs Papanikolaou |  | 202  |  |
| 7  | Slovenia (bandiera)    | G     | Sani Bečirovič        |  | 196  |  |
| 8  | Stati Uniti (bandiera) | AG    | Mike Batiste          |  | 204  |  |
| 9  | Lituania (bandiera)    | G     | Ramūnas Šiškauskas    |  | 198  |  |
| 10 | Grecia (bandiera)      | G     | Nikos Chatzīvrettas   |  | 195  |  |
| 11 | Grecia (bandiera)      | AG    | Dīmos Ntikoudīs       |  | 208  |  |
| 12 | Grecia (bandiera)      | C     | Kōstas Tsartsarīs     |  | 209  |  |
| 13 | Grecia (bandiera)      | G     | Dīmītrīs Diamantidīs  |  | 196  |  |
| 14 | Grecia (bandiera)      | P     | Vasilīs Xanthopoulos  |  | 186  |  |
| 15 | Serbia (bandiera)      | C     | Dejan Tomašević       |  | 208  |  |
| 16 | Grecia (bandiera)      | AP    | Dušan Šakota          |  | 209  |  |
| 18 | Serbia (bandiera)      | P     | Miloš Vujanić         |  | 190  |  |
| 19 | Lituania (bandiera)    | C     | Robertas Javtokas     |  | 211  |  |
|    | Serbia (bandiera)      | All.  | Željko Obradović      |  |      |  |

## Premi

### Riconoscimenti individuali
- Euroleague MVP:  Theodōros Papaloukas,  CSKA Mosca
- Euroleague Final Four MVP:  Dīmītrīs Diamantidīs,  Panathinaikos
- Rising Star Trophy:  Rudy Fernández,  DKV Joventut
- Euroleague Best Defender:  Dīmītrīs Diamantidīs,  Panathinaikos
- Alphonso Ford Trophy:  Igor Rakočević,  TAU Ceramica
- Aleksandr Gomel'skij Coach of the Year:  Željko Obradović,  Panathinaikos
- Euroleague Club Executive of the Year:  Juan Manuel Rodriguez,  Club Baloncesto Málaga

### Quintetti ideali
- All-Euroleague First Team:
  -  Theodōros Papaloukas,  CSKA Mosca (pari merito)
  -  Dīmītrīs Diamantidīs,  Panathinaikos (pari merito)
  -  Juan Carlos Navarro,  FC Barcelona
  -  Trajan Langdon,  CSKA Mosca
  -  Luis Scola,  TAU Ceramica
  -  Nikola Vujčić,  Maccabi Tel Aviv
- All-Euroleague Second Team:
  -  Pablo Prigioni,  TAU Ceramica
  -  Igor Rakočević,  TAU Ceramica
  -  Ramūnas Šiškauskas,  Panathinaikos
  -  Matjaž Smodiš,  CSKA Mosca
  -  Lazaros Papadopoulos,  Dinamo Mosca